# 양자나노과학 연구단
양자나노과학 연구단(Center for Quantum Nanoscience)은 2017년에 한국의 기초과학 연구를 확대하고자 하는 목적으로 설립되었다. 위치는 서울 이화여자대학교이며 기초과학연구원의 외부 연구단으로 분류된다. 표면과 계면의 원자와 분자가 지닌 양자의 특성을 연구하는 데 주력하면서, 이 영역의 양자를 감지하고 계산하는 것을 장기적인 목표로 삼고 있다.
양자나노과학 연구단의 실험실인 이화여자대학교 연구합력관은 2018년에 착공해 2019년에 완공되었다. 2022년에 양자나노과학연구단이 소재한 이화여자대학교 연구협력관이 한국건축문화대상 우수상을 수상하였다. 양자나노과학연구단은 기초과학연구원에서 수행한 첫 5개년에 대한 성과평가에서 최고등급을 수여하였다.

## 연구 결과
양자 나노과학은 최근 각광받고 있는 분야인데, 양자나노과학 연구단은 설립된 지 2년도 되지 않아 몇몇 결과물을 내며 이 분야에서 주도권을 점점 더 확보해가고 있다. 예를 들어, 주사 터널링 현미경을 이용해 디지털 메모리를 산화마그네슘(MgO) 표면의 단 하나의 홀뮴 원자 단위로 줄였다. 이 결과가 발표될 당시 상업화되고 있던 자기 메모리 장치는 같은 양의 데이터를 기록하기 위해 약 백만 개의 원자가 필요했다. 이렇게 데이터 저장을 축소하는 능력은 양자컴퓨팅의 토대가 될 잠재력 또한 내포한다. 또한 연구자들은 원자의 핵스핀과 전자의 핵스핀을 연구를 결합했고, 그 결과 에너지 분해능이 만 배나 향상된 상태로 철과 티타늄의 단일 원자의 핵스핀을 측정할 수 있었다. 이 정도로 정밀하게 제어한다면 양자 컴퓨팅의 기초 단위의 후보군이 나올 수도 있다. IBM 알마덴 연구소와의 협력을 통해 개별 원자의 MRI 촬영에 성공했다.

## 연구 방향과 목표

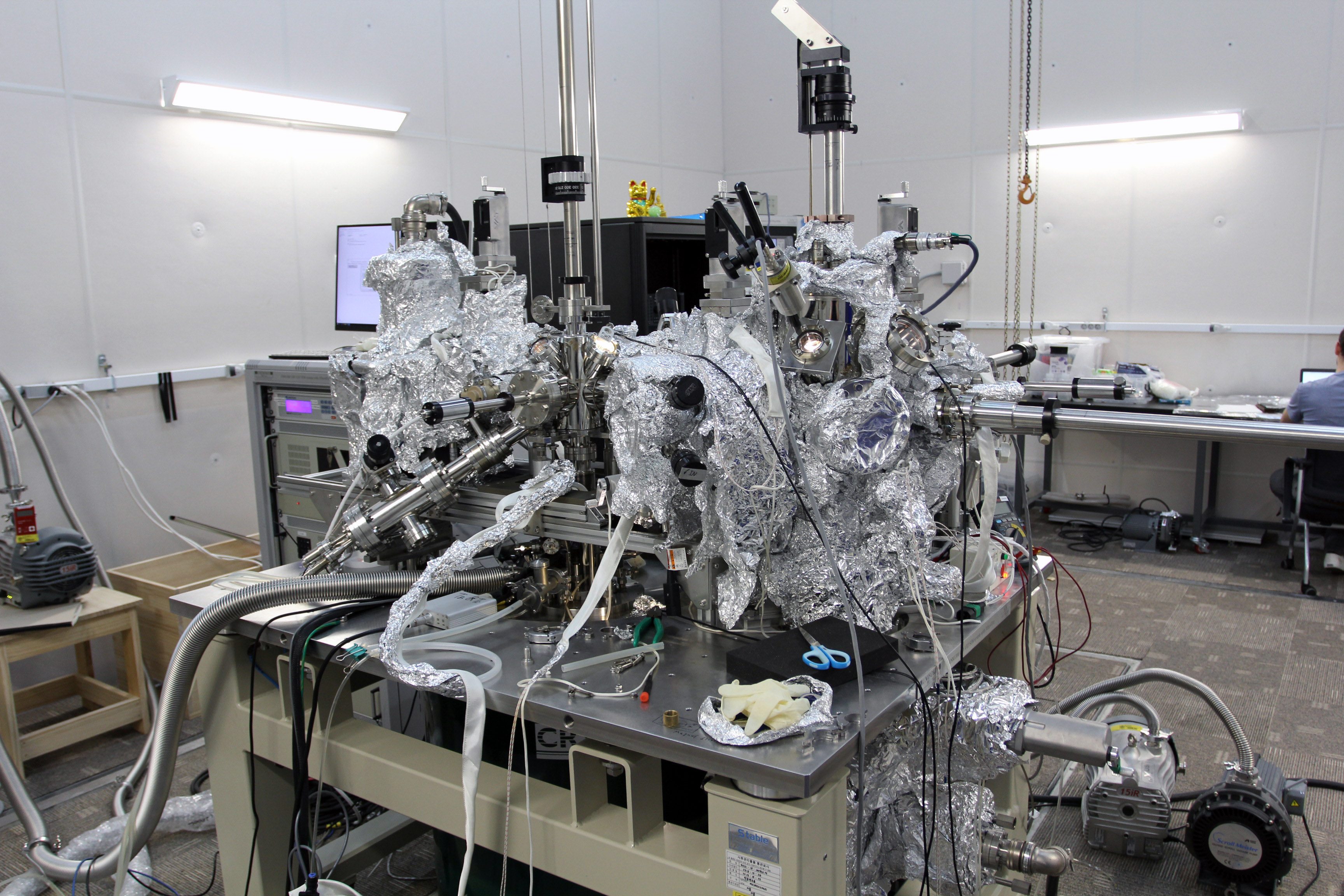
양자나노과학 연구단의 저온 전자스핀공명 주사터널링현미경(ESR-STM)은 한국에서는 최초, 국제적으로는 두번째로 성공한 단일 원자의 전자스핀공명 측정 기술이다.

양자나노과학 연구단은 깨끗한 표면과 계면의 원자와 분자의 양자 상태를 완전히 제어하겠다는 계획을 밝혔다. 이 목표가 이루어질 경우, 고감도 양자 센서와 단일 원자와 분자를 컴퓨팅의 양자비트(quantum bit)로 사용하는 것의 기초 연구로 활용될 수 있다. 또한 기체에서 고체 상태로 바뀔 때 원자와 분자의 양자적 성질이 어떻게 변하며 전도 전자와 어떤 상호작용을 하는지에 대한 이론적 틀을 세우고자 한다. 또 다른 목표는 고체 상태일 때 양자 결집 상태에서 보다 고전적인 상태로 변하는 과정을 알아내는 것이다.
또한 양자나노과학 연구단은 2019년에 서울에서 양자나노과학에 관한 국제 학술회의를 최초로 주관했다.

## 수상 경력
- 2018 미국 물리학회, Joseph F. Keithley Award for Advances in Measurement Science[17]
- 2018 Foresight Institute Feynman Prize: For advances in manipulating atoms and small molecules on surfaces and employing them for data storage and computation[18]
- 2018 과학기술정보통신부, 국가연구개발 우수성과 100선[19][20][21]
- 2018 Austrian Physical Society, Max-Auwaerter Award, Fabio Donati[22][23]

## 같이 보기
- 국양